# 四色测光系统
四色测光系统是一种天文学上常用的测光系统，在u、v、b、y四个波段上进行测光，也称uvby测光系统。是在1950年代由在美国工作的丹麦天文学家斯特龙根提出的，因此又称斯特龙根测光系统。美国帕洛玛天文台和基特峰国立天文台首先开始使用这种测光系统。四色测光系统使用RCA 1P21型光电倍增管和u、v、b、y四种滤光片，并且定义：
{\displaystyle b-y}
{\displaystyle c_{1}=(u-v)-(v-b)}
{\displaystyle m_{1}=(v-b)-(b-y)}
其中b-y为色指数，只与温度有关，c1反映了巴耳末跳变的大小，m1反映了天体的金属量。uvby测光系统的通带比UBV测光系统窄，消光改正几乎与恒星的色指数无关。四色测光系统给出的信息比UBV测光系统多。